# Államok vezetőinek listája 434-ben
Ezen az oldalon az i. sz. 434-ben fennálló államok vezetőinek névsora olvasható földrészek, majd országok szerinti bontásban.

## Európa
- Nyugatrómai Birodalom
  - Császár: III. Valentinianus (425–455)
  - Consul: Flavius Areobindus

- Keletrómai Birodalom
  - Császár: II. Theodosius (408–450)
  - Consul: Flavius Ardabur Aspar

- Vizigótok
  - Király: I. Theodorik (418–451)

- Burgundok
  - Király: Gundahar (406–436)

- Szvébek
  - Király: Hermerik (409–438)

- Száli frankok
- Király: Chlodio (kb. 428 – kb. 450)

- Hunok
- Király: Bleda (434–444) és Attila (434–453)

## Ázsia
- Ibériai Királyság
  - Király: Arcsil (411–435)

- India
  - Anuradhapura
    - Király: Mahánáma (412–434)
    - Király:Szothtiszéna (434)
    - Király: Csattagahaka (434-435)

  - Gupta Birodalom
    - Király: I. Kumaragupta (415–455)

  - Kadamba
    - Király: Kakuszthavarman (425–450)

  - Pallava
    - Király: III. Szkandavarman (400–438)

  - Vákátaka
    - Király: II. Pravaraszéna (410–440)

- Japán
  - Császár: Ingjó (411–453)

- Kína Tizenhat királyság/Északi és déli dinasztiák kora
  - Császár: Szung Ven-ti (424–452)
  - Északi Vej: Tajvu (423–452)
  - Északi Jen: Feng Hung (430–436)
  - Északi Liang: Csucsu Mucsien (433–439)

- Korea
  - Pekcse
    - Király: Piju (427–454)

  - Kogurjo
    - Király: Csangszu (413–490)

  - Silla
    - Király: Nuldzsi (417–458)

  - Kumgvan Kaja
    - Király: Cshühi (421–451)

- Szászánida Birodalom
  - Nagykirály: V. Bahrám (421–438)

## Afrika
- Vandálok
  - Király: Geiseric (428–477)

- Akszúmi Királyság
  - Akszúmi uralkodók listája

## Amerika
- Copán
  - Király: K'inich Yax K'uk' Mo' (426 – kb. 437)

- Palenque
  - Király: K'uk Balam' (397–435)

- Tikal
  - Király: II. Siyaj Chan K’awiil (411–458)

## Egyházfő
- Pápa: III. Sixtus (432–440)

## Fordítás
- Ez a szócikk részben vagy egészben  a   Liste der Staatsoberhäupter 434 című német Wikipédia-szócikk ezen változatának fordításán alapul.  Az eredeti cikk szerkesztőit annak laptörténete sorolja fel. Ez a jelzés csupán a megfogalmazás eredetét és a szerzői jogokat jelzi, nem szolgál a cikkben szereplő információk forrásmegjelöléseként.